# South Hero
South Hero es un pueblo ubicado en el condado de Grand Isle en el estado estadounidense de Vermont. En el año 2010 tenía una población de 1.631 habitantes y una densidad poblacional de 13,26 personas por km².

## Geografía
South Hero se encuentra ubicado en las coordenadas 44°38′50″N 73°18′36″O / 44.64722, -73.31000.

## Demografía
Según la Oficina del Censo en 2000 los ingresos medios por hogar en la localidad eran de $52,344 y los ingresos medios por familia eran $61,198. Los hombres tenían unos ingresos medios de $41,250 frente a los $27,357 para las mujeres. La renta per cápita para la localidad era de $26,532. Alrededor del 4.5% de la población estaba por debajo del umbral de pobreza.